# Grey-eilanden
De Grey-eilanden zijn een archipel in de Canadese provincie Newfoundland en Labrador. Het betreft twee grote eilanden – Bell Island en Groais Island – en enkele erg kleine eilandjes er rondom. Ze liggen gemiddeld zo'n 15 à 25 km ten oosten van het Great Northern Peninsula, het noordelijke schiereiland van het eiland Newfoundland.
De eilanden zijn bebost maar tegelijk relatief rotsachtig met kliffen langsheen een groot deel van de kustlijn. Het zuidelijke eiland – Bell Island – is met zijn 88 km² bij verre het grootste van de twee. In het uiterste zuiden ervan ligt de niet permanent bewoonde nederzetting Grey Islands Harbour. Deze bestaat uit een vuurtoren, een radartoren en voorts allerhande restanten van het spookdorp. Het half zo grote Groais Island (41 km²) heeft geen nederzetting, maar ligt wel iets dichter bij de kust van Newfoundland.

## Vogelhabitat
Bij de kleinere eilanden zijn voornamelijk het Île aux Canes (0,11 km²) en Shepherd Island (0,035 km²) van belang. Deze eilandjes, die respectievelijk net ten zuiden en net ten westen van Bell Island liggen, vormen tezamen met omliggende rotsen en klippen zogenaamde trekvogelreservaten. Dat zijn natuurreservaten die als doel hebben om allerhande zeevogels, voornamelijk de eider, te beschermen. Ook de noordkust van Groais Island is erkend als Important Bird Area vanwege onder meer de eiders.

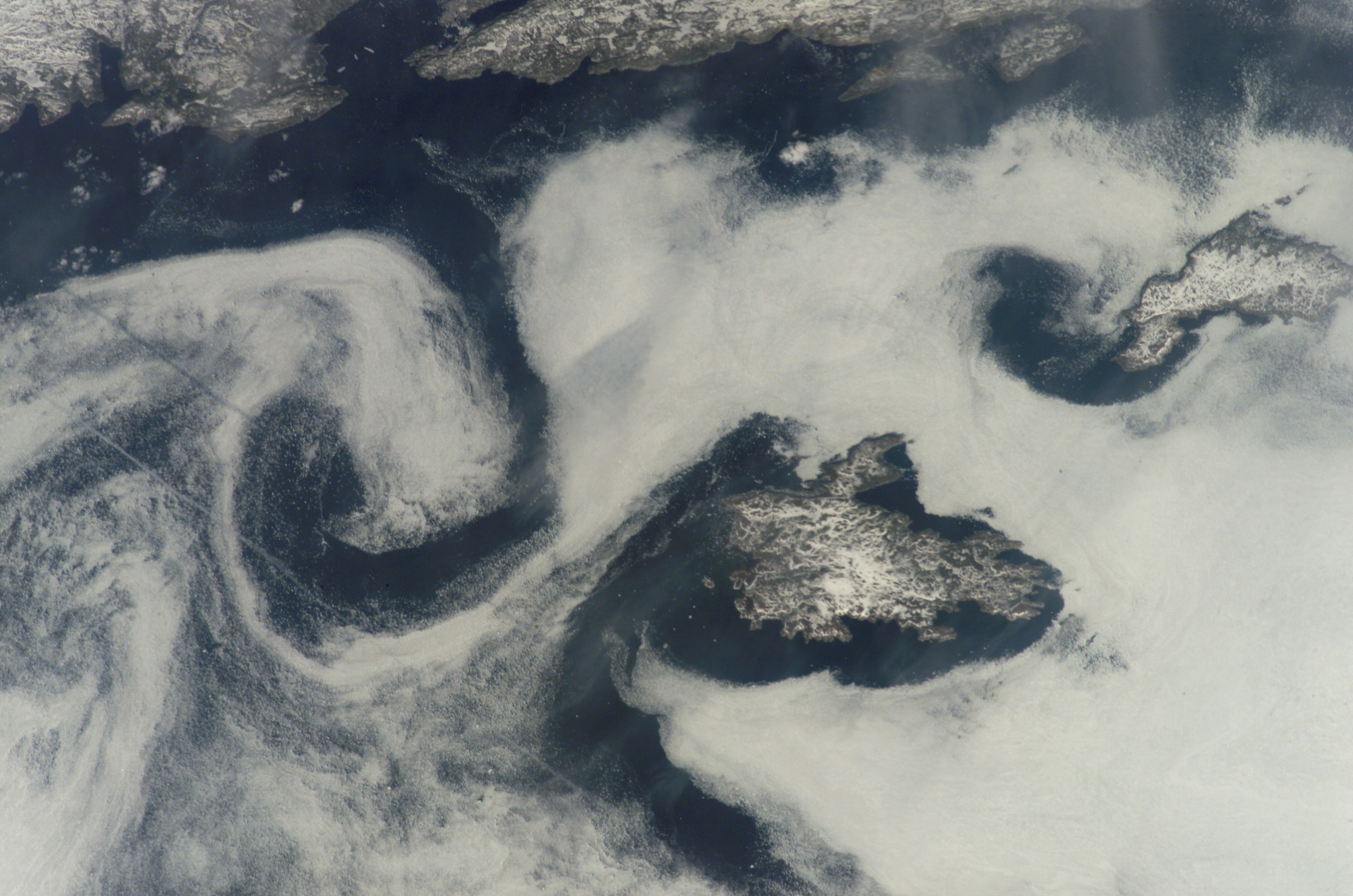
Satellietbeeld van de Grey-eilanden (westen bovenaan)